# Trois-Monts
Trois-Monts település Franciaországban, Calvados megyében. Lakosainak száma 418 fő (2015). Trois-Monts La Caine, Goupillières, Grimbosq, Ouffières, Préaux-Bocage és Sainte-Honorine-du-Fay községekkel határos.

## Népesség
A település népessége az elmúlt években az alábbi módon változott:
| Lakosok száma | 180  | 199  | 278  | 314  | 338  | 316  | 407  | 412  | 418  | 435  |
|               | 1968 | 1975 | 1982 | 1990 | 1999 | 2006 | 2011 | 2013 | 2015 | 2016 |